# Denise Calls Up
Denise Calls Up (Denise Está Chamando no Brasil) é um filme lançado pela Sony Pictures Classics em 1996.
Foi escrito e dirigido por  Hal Salwen.
O filme conta a história de sete amigos que vivem em Nova Iorque que já não acham que é necessário encontrar pessoalmente devido à nova era da internet e telefones sem fio.

## Premiações
- Prêmio do Júri no Festival de Cinema de Deauville americano com The Brothers McMullen.[5]
- Menção Especial Camera d'Or no Festival de Cannes[6]